# Henry Augustus Ward
Pour les articles homonymes, voir Ward.
Cet article possède un paronyme, voir Henry Ward.
Henry Augustus Ward (9 mars 1834 - 4 juillet 1906) est un naturaliste et géologue américain.

## Biographie
Henry Augustus Ward est né à Rochester, New York, le 9 mars 1834. Après avoir fréquenté le Williams College et la Lawrence Scientific School de Harvard, où il est assistant de Louis Agassiz, il voyage en Égypte, en Arabie et en Palestine, et étudie au Jardin des Plantes, à la Sorbonne et à l'École des Mines de Paris et dans les universités de Munich et Freiberg. Par la suite, il voyage en Afrique de l'Ouest et aux Antilles, réalisant des recueils d'histoire naturelle.
En 1860, il retourne à Rochester où il est professeur à l'Université de Rochester jusqu'en 1865. À Rochester, il fonde Ward's Natural Science, une entreprise pionnière en son genre, qui collecte des spécimens de toutes les régions du monde, puis les monte et les vend à des collèges et des musées.
Il publie Notices of the Megatherium Cuvieri (1863) et Descriptions of the Most Celebrated Fossil Animals in the Royal Museums of Europe (1866).
En 1897, il épouse une veuve, Lydia Avery Coonley (en), (1845-1924), présidente du Chicago Woman's Club en 1895-96, qui écrit Under the Pines, and other Verses (1895) ; Singing Verses for Children (1897); Love Songs (1898),.
Il meurt le 4 juillet 1906, après avoir été heurté par une automobile à Buffalo, New York devenant le premier décès lié à l'automobile de Buffalo. Ses cendres sont enterrées au cimetière Mount Hope dans une niche de son monument en granit. Par la suite, les cendres sont volées. Son monument est surmonté d'un bloc erratique glaciaire qui présente des inclusions de jaspe. Il a trouvé le rocher au nord de la Baie Georgienne, Ontario, Canada. Le cerveau de Ward a été apporté à la Wilder Brain Collection de l'Université Cornell.